# Floris Evers

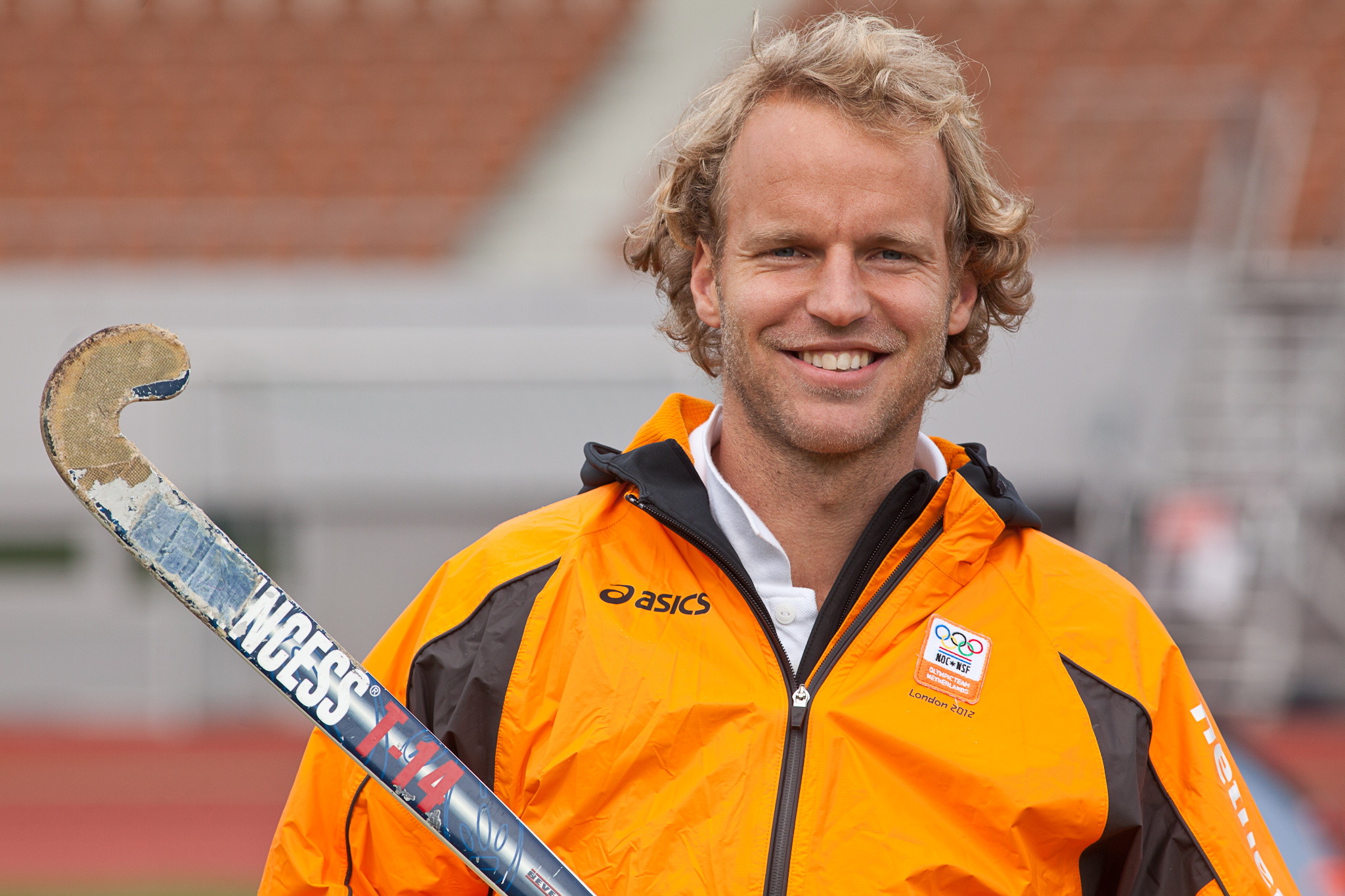
Floris Evers (2013)

Floris Maarten Alphons Maria Evers (* 26. Februar 1983 in Tilburg) ist ein ehemaliger niederländischer Hockeyspieler, der bei den Olympischen Spielen 2004 und 2012 die Silbermedaille gewann. 2010 war er Weltmeisterschaftsdritter sowie 2007 Europameister, 2005 und 2011 Europameisterschaftszweiter und 2009 Europameisterschaftsdritter.

## Sportliche Karriere
Der 1,89 m große Floris Evers bestritt von 2002 bis 2012 insgesamt 229 Länderspiele für die niederländische Nationalmannschaft, in denen der Mittelfeldspieler 17 Tore erzielte.
Bei der Europameisterschaft 2003 in Barcelona gewannen die Niederländer ihre Vorrundengruppe. Nach einer 2:5-Halbfinalniederlage gegen die Spanier verloren die Niederländer das Spiel um Bronze gegen das englische Team im Penaltyschießen. Bei den Olympischen Spielen 2004 in Athen gewannen die Niederländer ihre Vorrundengruppe und bezwangen im Halbfinale die Deutschen mit 3:2. Im Finale unterlagen die Niederländer den Australiern mit 1:2 nach Verlängerung.
2005 bei der Europameisterschaft in Leipzig gewannen die Niederländer ihre Vorrundengruppe vor den Spaniern, wobei die Niederländer das direkte Duell mit 2:1 gewannen. Nach einem 5:1-Halbfinalsieg über die Belgier trafen die Niederländer im Finale wieder auf die Spanier und unterlagen 2:4. Bei der Weltmeisterschaft 2006 in Mönchengladbach verpassten die Niederländer als Gruppendritte der Vorrunde den Einzug ins Halbfinale. Am Ende belegten sie den siebten Platz. 2007 fand die Europameisterschaft in Manchester statt. Die Niederländer gewannen ihre Vorrundengruppe. Im Halbfinale bezwangen sie die Belgier mit 7:2 und im Finale die Spanier mit 3:2. Bei den Olympischen Spielen 2008 war Evers nicht dabei.
2009 bei der Europameisterschaft in Amstelveen belegten die Niederländer in der Vorrunde den zweiten Platz hinter den Spaniern. Im Halbfinal gegen die Engländer stand es nach dem Ende der regulären Spielzeit 1:1, die Engländer gewannen per Golden Goal. Im Spiel um den dritten Platz bezwangen die Niederländer die Spanier mit 6:1. Bei der Weltmeisterschaft 2010 in Neu-Delhi belegten die Niederländer in der Vorrunde den zweiten Platz hinter den Deutschen. Nach einer 1:2-Halbfinalniederlage gegen die Australier gewannen die Niederländer das Spiel um den dritten Platz mit 4:3 gegen das englische Team. Im Jahr darauf bei der Europameisterschaft in Mönchengladbach gewannen die Niederländer ihre Vorrundengruppe, wobei Evers im Vorrundenspiel gegen Frankreich drei Tore erzielte. Das Halbfinale gegen die Belgier endete mit 4:2 für die Niederländer. Im Finale unterlagen sie den Deutschen mit 2:4. Zum Abschluss seiner Karriere nahm Evers an den Olympischen Spielen 2012 in London teil. In der Vorrunde siegten die Niederländer mit 3:1 gegen die Deutschen und gewannen damit auch ihre Gruppe. Nach einem 9:2-Halbfinalsieg über die Briten trafen die Niederländer im Finale wieder auf die Deutschen und verloren nun 1:2.
Floris Evers stieg 2002 mit dem Stichtse Cricket en Hockey Club in die oberste niederländische Liga, die Hoofdklasse, auf. 2006 wechselte er zum Amsterdamsche Hockey & Bandy Club, mit dem er 2011 und 2012 niederländischer Meister war.